# Babette Saxer
Barbara Saxer, genannt Babette Saxer (auch Sacher oder Sachser) (* 4. August 1839 in Kleinbasel; † 5. Dezember 1865 in Basel) war eine kleinwüchsige Frau, deren Skelett 1988 im ehemaligen Friedhof des Bürgerspitals Basel gefunden wurde. An Babette Saxer wurde 1865 der erste ärztlich dokumentierte Kaiserschnitt im Bürgerspital Basel vorgenommen.

## Vorgeschichte
1988 leitete Gerhard Hotz, damals technischer Grabungsleiter der Archäologischen Bodenforschung Basel-Stadt, seit 2002 Kurator des Naturhistorischen Museums Basel, eine Ausgrabung im ehemaligen Spitalfriedhof des Bürgerspitals Basel. Heute liegt das Gelände innerhalb des St. Johann-Parks. Von 1845 bis 1868 diente der Park als «Spitalgottesacker» des Basler Bürgerspitals. Das Bürgerspital war der Vorläufer des heutigen Universitätsspitals und war für die damalige Zeit ein modernes Regionalspital mit grossem Einzugsgebiet.

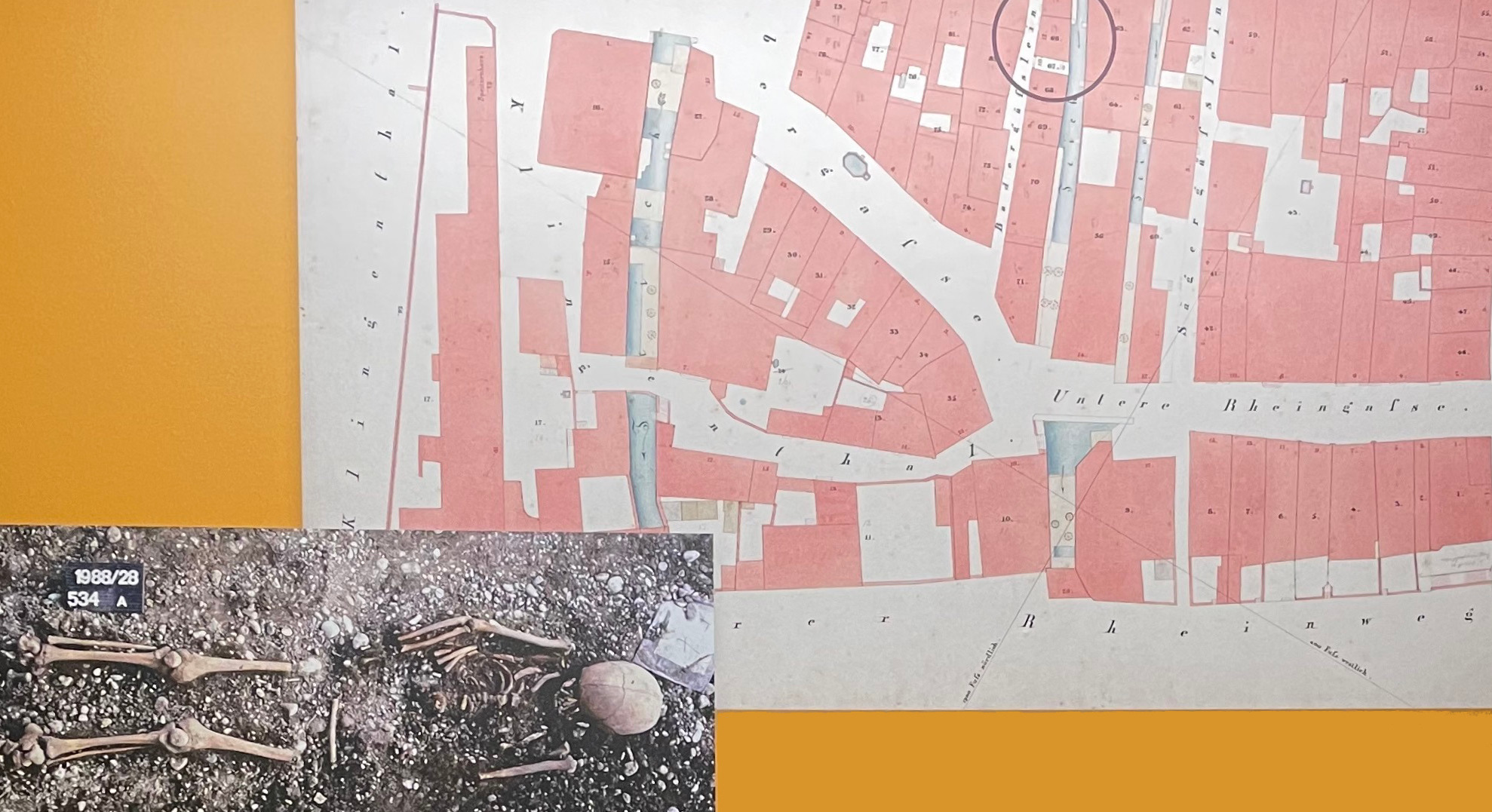
Das Skelett am Fundort

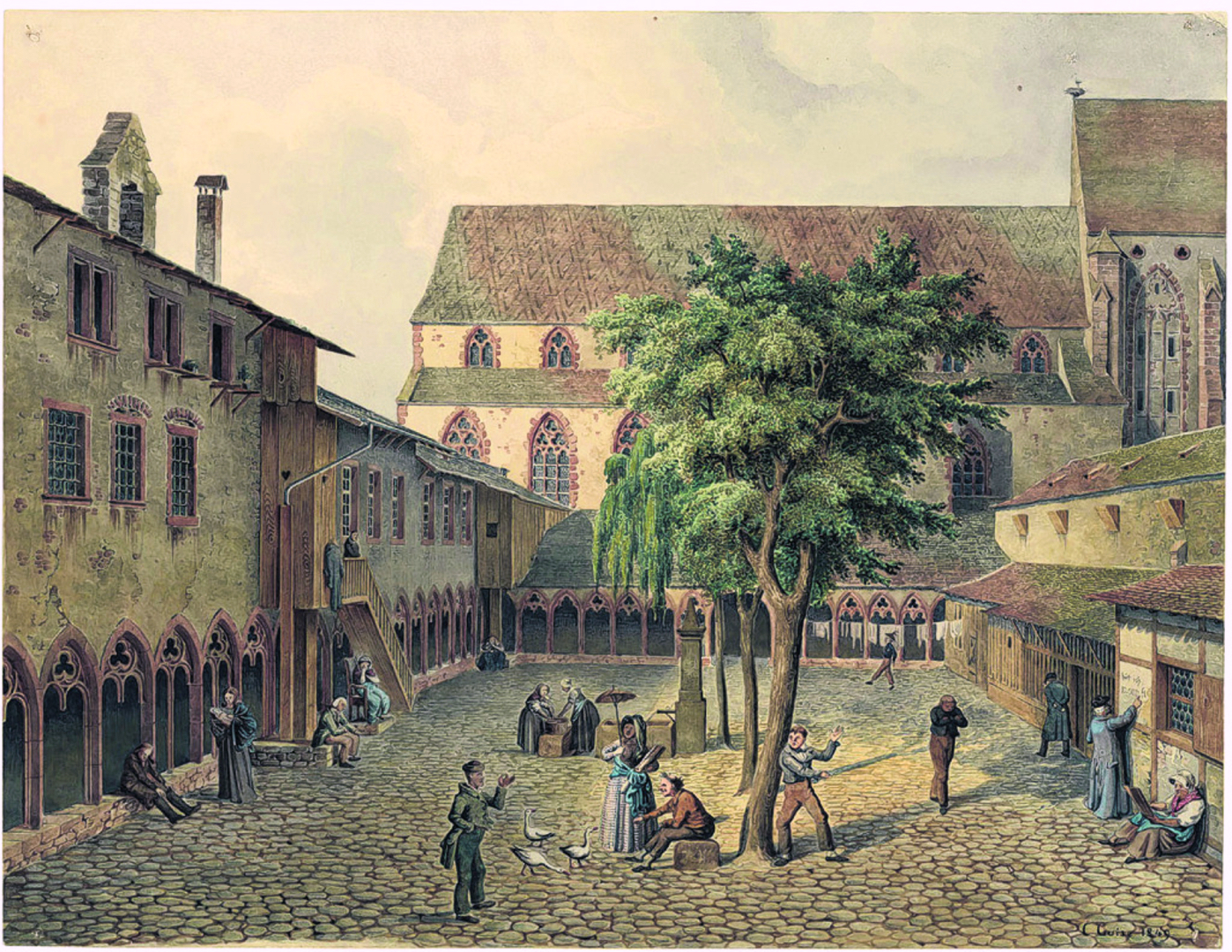
Bürgerspital Basel 1849

Grund für die Grabungen war der Bau eines Teilstücks der Hochtemperaturleitung vom Fernheizkraftwerk Volta zum Universitätsspital. Von den Bauarbeiten war der ehemalige Spitalfriedhof betroffen, wo im 19. Jahrhundert über 2500 Menschen der Basler Unter- und Mittelschicht bestattet wurden. Im Rahmen einer Rettungsgrabung wurden 1988 und 1989 1061 Gräber durch die Archäologische Bodenforschung Basel-Stadt geborgen.
Obwohl kein Friedhofsplan existiert hatte, konnten fast alle Skelette dank historischen Quellen wie Sterbe- und Gräberverzeichnissen oder Krankenakten identifiziert werden. Gerhard Hotz fiel das Skelett einer Kleinwüchsigen auf: die sterblichen Überreste von Babette Saxer. Das Becken fehlte, es war herausgesägt worden. Den Krankenakten war zu entnehmen, dass Babette Saxer 1839 geboren und 1865 gestorben war. Aufgrund der erhaltenen ausführlichen Krankengeschichte und weiteren Akten konnte das Schicksal der Verstorbenen nachvollzogen werden.

## Babette Saxer
Babette Saxer kam am 4. August 1839 als Barbara Maria Saxer (auch Sacher oder Sachser) in Basel zur Welt. Sie lebte mit ihren drei Geschwistern und den Eltern am heute verschwundenen Badergässlein 12 in Kleinbasel. Die Eltern, Johann Friedrich Sachser und seine Frau Magdalena, stammten aus Altstätten SG, ihre zwei Söhne und zwei Töchter wurden in Basel geboren.

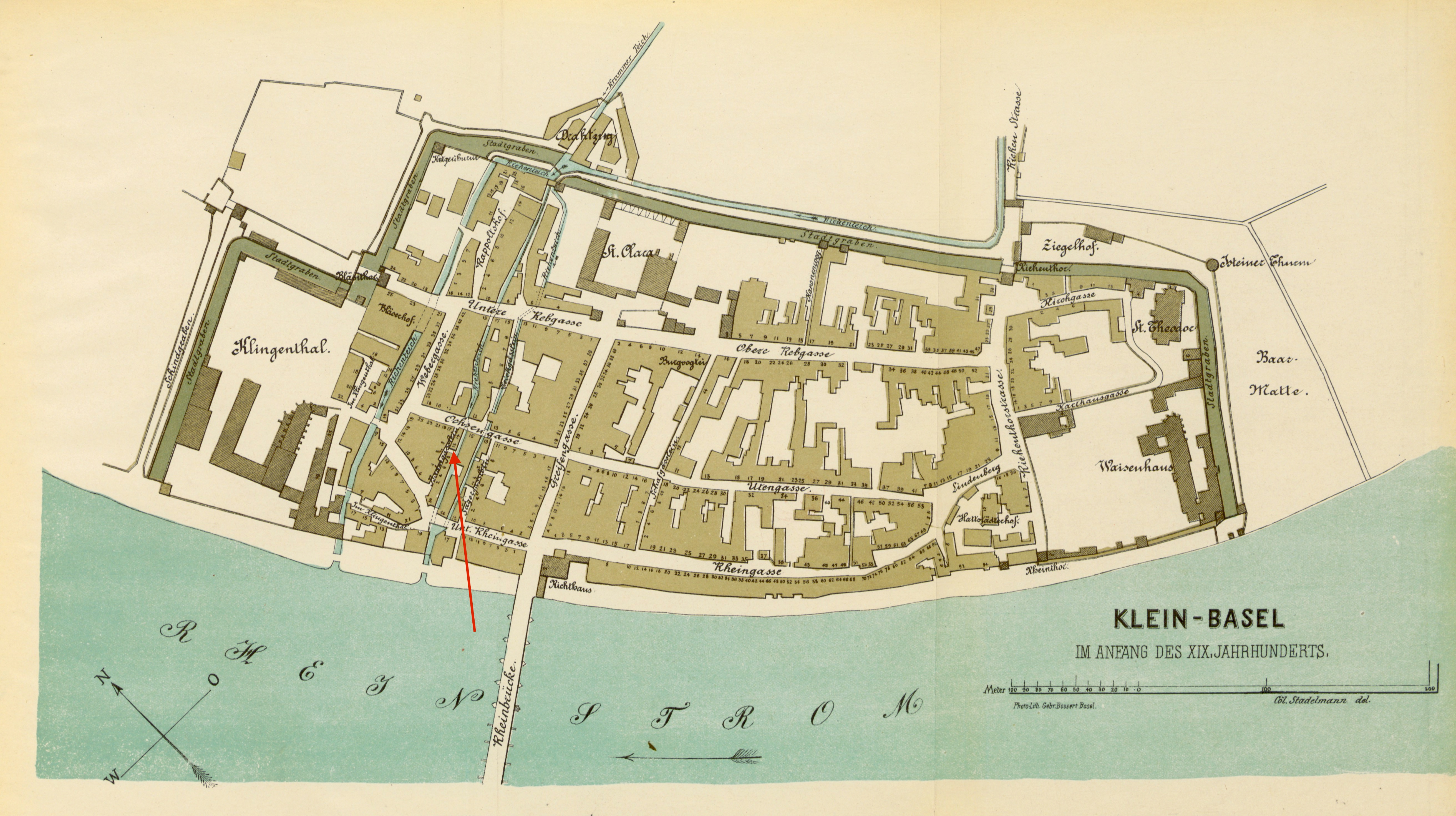
Lage des Wohnhauses der Familie Saxer am Badergässlein 12,
Plan von 1892

Die Familie Saxer war zwar arm, trotzdem scheinen die Eltern gut für Babette gesorgt zu haben. Bei ihrem Skelett fanden sich keinerlei Spuren von Stress und Mangelernährung, wie sie bei Skeletten aus der Unterschicht häufig waren. Babette hatte also genug zu essen und nie grossen Stress. Die Saxers kauften für 10'000 Franken auf Kredit das Haus, in dem sie lebten. Sie betrieben darin eine Wäscherei und vermieteten einen Teil an sogenannte Schlafgänger. Mit der Familie Saxer wohnten im Erdgeschoss auf dreissig Quadratmetern vier Schlafgänger und im ersten Stocke die sechsköpfige Familie eines Postagenten, deren Magd und eine Lehrtochter.
Babettes Vater war Taglöhner, die Mutter Waschfrau, die 1,39 Meter grosse und geistig eingeschränkte Babette arbeitete als Näherin und Magd. Ursache ihrer Kleinwüchsigkeit war vermutlich eine angeborene oder durch Jodmangel hervorgerufene Fehlfunktion der Schilddrüse, bei der die körperliche und mentale Entwicklung verlangsamt wird.

## Die Tat
Aus den Verhörprotokollen des Basler Ehegerichts geht folgender Tathergang hervor: An einem Sonntag im Februar 1865 hielt sich Babette allein in der elterlichen Wohnung auf. Ein fremder Mann klopfte und wollte zum Vater, dieser aber war nicht da. Der Fremde sagte, er würde in der Wohnung auf ihn warten. Babette liess ihn ins Haus, in der Wohnung vergewaltigte er sie. Da ihre Mutter ein knappes Jahr zuvor gestorben war, fiel offenbar lange niemandem auf, dass sich der Körper der 25-Jährigen veränderte, erst eine Nachbarin machte den Vater darauf aufmerksam. Der Vater brachte seine Tochter zum Armenarzt Daniel Ecklin (1814–1881). Dieser bestätigte die Schwangerschaft und mahnte den Vater, dass man im siebten Monat eine Frühgeburt einleiten solle, sonst würde die kleinwüchsige Frau an der Geburt sterben.
Die ärztliche Mahnung wurde aber nicht befolgt. Dazu kam noch ein weiteres Problem: Babette war nicht verheiratet. Zu jener Zeit war es strafbar, unehelich ein Kind zur Welt zu bringen. Ihr Vater musste also die eigene Tochter selber bei der Polizei anzeigen, um nach der Geburt eine zusätzliche Strafe zu umgehen. Babette Saxer wurde verhört und in den Ehegerichtprotokollen wurde die Vergewaltigung festgehalten. Wegen der unehelichen Schwangerschaft wurde sie vom Basler Ehegericht zu der minimal möglichen Strafe von einer Nacht Freiheitsentzug verurteilt. Der Täter selbst wurde nie gefasst.

## Die Operation

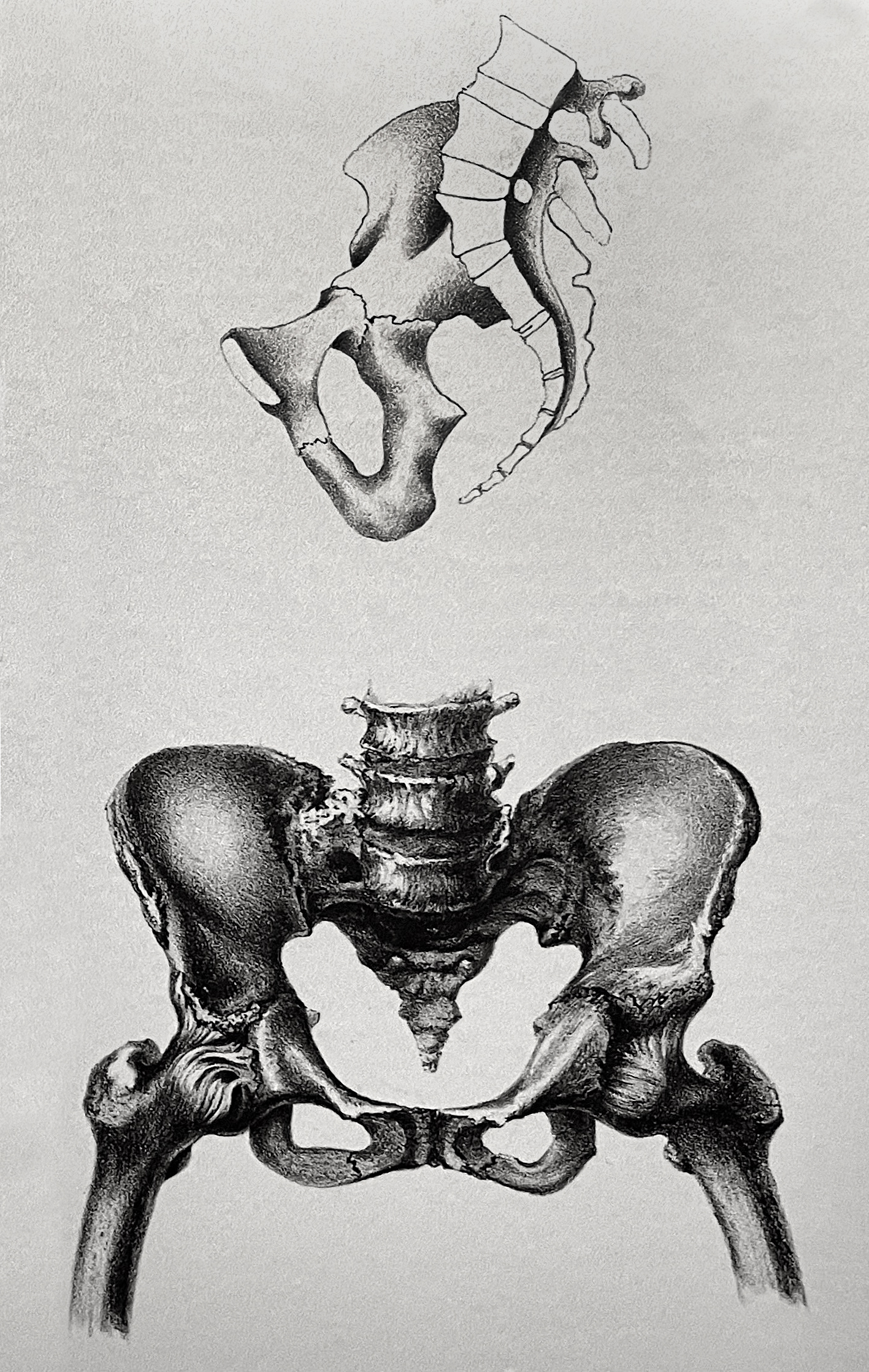
Becken von Babette Saxer, Zeichnung von Adam Zagórski

Am 4. Dezember 1865 trat Babette Saxer laut Krankenakte in das Bürgerspital ein, nachdem sie bereits sechs Stunden lang Wehen durchgestanden hatte. Als erstes massen die Chirurgen Babettes Becken und stellten fest, dass dieses zu eng gebaut war. Zudem ragte der 5. Lendenwirbel in den Geburtskanal hinein. Babette Saxer konnte ihr Kind nicht zur Welt bringen, ohne ihr eigenes Leben zu gefährden. Nach drei weiteren Stunden Wehen und dem Blasensprung nahmen die Chirurgen einen Kaiserschnitt vor, in den „die etwas idiot.[ische] Pat.[ientin]“ eingewilligt hatte, „wenn es nicht zu weh thun würde“. Es war das erste Mal, dass diese risikoreiche Operation am Bürgerspital vom damaligen Leiter Johann Jacob Bischoff, dem polnischen Medizinstudenten Adam Zagórski und weiteren Medizinern erfolgreich durchgeführt wurde. Erst gut fünfzig Jahre später wurden Kaiserschnitte routinemässig angewandt.
Befürchtungen, dass die Chirurgen die Gelegenheit nutzen könnten, an einer geistig behinderten Frau aus der Unterschicht einen risikoreichen Eingriff auszuprobieren, bestätigten sich nicht.
Adam Zagórski publizierte 1868 eine detaillierte Beschreibung des an Babett Saxer durchgeführten Kaiserschnittes. Deshalb ist bekannt, dass der 5. Lendenwirbel durch ein Wirbelgleiten den Geburtskanal blockierte. Durch Abtasten und Vermessen des Beckens wussten die Chirurgen darüber Bescheid. Die Durchführung eines Kaiserschnitts war unumgänglich, so wie dies der Armenarzt Daniel Ecklin schon vier Monate zuvor erkannt hatte. Während der Operation standen Babette Saxer acht Ärzte und Medizinstudenten bei. Eine eigene Krankenschwester war nach der Operation nur für sie zuständig, und ihr Bett wurde vorgewärmt, damit sie nach dem Eingriff nicht frieren musste.
Um 14.45 Uhr nahmen die Chirurgen den ersten dokumentierten Kaiserschnitt im Bürgerspital Basel vor. Der Eingriff verlief erfolgreich: Babette Saxer brachte ein gesundes, kräftiges Mädchen zur Welt. Adam Zagórski schrieb in seiner ausführlichen Beschreibung der Geburt: „Das Kind war nach Herausnahme aus dem Uterus etwas betäubt, liess jedoch bald lebhaftes Geschrei erschallen.“ Angelehnt an die Sectio caesarea (Kaiserschnitt) erhielt das Kind den Namen Cäsarea Elisabeth. Die äusseren Wunden wurden vernäht, die Gebärmutter hingegen nicht.
Nach 25 Stunden und einer unruhigen Nacht verlangte die junge Mutter einen Kaffee, verstarb jedoch, unmittelbar nachdem sie ihn getrunken hatte. «Wir vermuten, dass sie sich aufgerichtet hat, um den Kaffee zu trinken, deshalb die inneren Wunden aufgeplatzt sind und Babette Saxer innerlich verblutete», vermutet Gerhard Hotz. Die junge Frau wurde in einem Totenhemd und mit Totenhaube in einem Holzsarg begraben. Die Bestattung kostete 20 Franken, den Monatslohn einer Magd.
Babette Saxers Becken wurde nach der Obduktion entnommen, die Chirurgen behielten es zu Ausbildungszwecken. Auch wenn es nicht mehr ausfindig gemacht werden konnte, ist bekannt, wie es aussah und dass es besagte Anomalie des 5. Lendenwirbels aufwies, in seiner Dissertation vom Januar 1868 bildete Adam Zagórski eine Zeichnung des Beckens ab.

## Transkription der Krankenakte (Auszug)
Eintritt Morgens ½ 11 nachdem Pat. Schon seit 6 Stunden Wehen verspürt haben will. Muttermund nahezu vorbereitet. – Kopf liegt vor, stellt sich aber nicht ein, sondern bleibt vorn von der Schoßfuge. – Rücken des Kindes nach links vorn, Herztöne unter dem Nabel links vorn 148.
Blasensprung Morgens 11 ½ Uhr. Kräftige Wehen ohne Erfolg. Mittags 2 ¾ Uhr wird zur Sect[io]. Caes[area]. geschritten, in welche die etwas idiot. Pat. willigt, wenn es nicht zu weh thun würde. –
Chlorofomnarkose vollständig bis zum Verband durch zvi. Schnitt in der Mittellinie, Fettpolster mäßig. – Netz füllt vor, nur mittels eines Schwammes zu repariren. An der Vorderfläche des Uterus nach unten zu ist eine Darmschlinge fest angeheftet u nicht zu lösen. Etwas Hautschnitt muß dementsprechend 1½ ʺ über dem Nabel nach oben verlängert werden.
Uterusschnitt kaum 3½ ʺ lang. Placenta nicht getroffen da sie rechts inferirte. – Extraction leicht. Placenta sofort gelöst u entfernt. Aus 3 Venen des Uterus mäßige Blutung. Der Uterus contrahirt sich gut. Vereinigung der Bauchdeke dh.7 Knopfnähte; im untern Winkel eine Wieke, [spitzer, gedrehter Bausch zum Offenhalten von Wunden, im 19. Jahrhundert ausser Gebrauch gekommen]
4 Heftpflasterstreifen, 2 Handtücher. – Abends Morph gr ¼ subcutan. – Pat klagt über den Druck der Tücher. Nacht ziemlich gut. Aeußer Blutung fehlt vollständig.
5.XII Mittags verlangen nach Kaffee, den sie um 2 Uhr erhält. – Bald darauf rascher Collaps, durch keine belebenden Mittel zu heben. Tod: Nachmittags 4 Uhr 5 M. – Kind 5¾ Pfund pond civ.

## Die Tochter
Nach den Recherchen der Genealogin Marina Zulauf, Mitarbeiterin der Bürgerforschung Basel, wuchs Babettes Tochter Cäsarea gesund bei ihrem Grossvater und dessen neuer Gemahlin auf. Sie brachte zwei uneheliche Kinder zur Welt, was nun nicht mehr illegal war. Später heiratete sie den Vater der Kinder, einen Handwerker. Das Paar bekam noch drei weitere Kinder. Sie nannte sich nie Cäsarea, sondern nutzte ihren Zweitnamen Elisabeth. Vermutlich war die Herkunft ihres Namens zu sehr mit dem tragischen Schicksal ihrer Mutter verbunden.